# Piaskowice-Aniołów
Piaskowice-Aniołów – jednostka pomocnicza gminy (osiedle) Zgierza położone w zachodniej części miasta.

## Historia
Osiedle składa się kilku dawnych podzgierskich wsi. W 1954 roku ówczesne wsie Antoniew i Okręglik włączono do Zgierza, a w 1988 roku ówczesne wsie Piaskowice, Aniołów i Krogulec.

## Lokalizacja
Południowa i zachodnia granica osiedla pokrywa się z granicą miasta Zgierza – fragment od skrzyżowania granicy miasta z przedłużeniem ulicy Kontrewers granica osiedla załamuje się w kierunku północno-wschodnim, dochodzi do skrzyżowania z torem kolejowym relacji Łódź Kaliska – Kutno i dalej biegnie w kierunku południowo-wschodnim wzdłuż zachodniej granicy Lasu Krogulec, łącząc się z ulicą Wiosny Ludów. Dalej biegnie w kierunku wschodnim ulicą Wiosny Ludów, która cała należy do osiedla Piaskowice – Aniołów. Łączy się z ulicą Aleksandrowską i następnie ulicą Aleksandrowską dochodzi do ulicy Polnej. Skręca w ulicę Polną, która nie należy do osiedla Piaskowice – Aniołów, a następnie wzdłuż ulicy Zachodniej (nie należy do osiedla Piaskowice – Aniołów) dobiega do ulicy Aleksandrowskiej. Ulicą Aleksandrowską, która w tym fragmencie nie należy do osiedla dochodzi do miejsca skrzyżowania ulicy Bartosza Głowackiego z przedłużeniem ulicy Łódzkiej. Załamuje się w kierunku południowo-wschodnim i łączy się z ulicą Łódzką.
Dalej biegnie ulicą Łódzką do skrzyżowania z ulicą Jana Śniechowskiego, skręca w ulicę Jana Śniechowskiego i prawą stroną ulicy (numery parzyste) dochodzi do Ronda Sybiraków. Od Ronda Sybiraków biegnie fragmentem ulicy Konstantynowskiej należącym do osiedla i dochodzi do skrzyżowania z rzeką Bzurą. Załamuje się w kierunku zachodnim i wzdłuż rzeki Bzury dobiega do skrzyżowania z przedłużeniem ulicy Chemików. Skręca w kierunku południowym i dalej ulicą Chemików, która należy do Osiedla Piaskowice – Aniołów, przecina ulicę Sokołowską i łączy się z ulicą Konstantynowską. Dalej biegnąc w kierunku południowym pokrywa się z ulicą Konstantynowską, która na tym odcinku należy do Osiedla Piaskowice – Aniołów i dochodzi do skrzyżowania ulicy Konstantynowskiej z granicą miasta Zgierza – punkt początkowy opisu.

## Adres Rady Osiedla
Osiedle Piaskowice-Aniołów w Zgierzu
95-100 Zgierz, Plac Jana Pawła II 16